# Kirkheaton (Northumberland)
Kirkheaton – wieś w Anglii, w hrabstwie Northumberland, w dystrykcie (unitary authority) Northumberland, w civil parish Capheaton. Leży 27 km na północny zachód od miasta Newcastle upon Tyne i 417 km na północ od Londynu. W 1951 roku civil parish liczyła 70 mieszkańców.